# Gwenhael

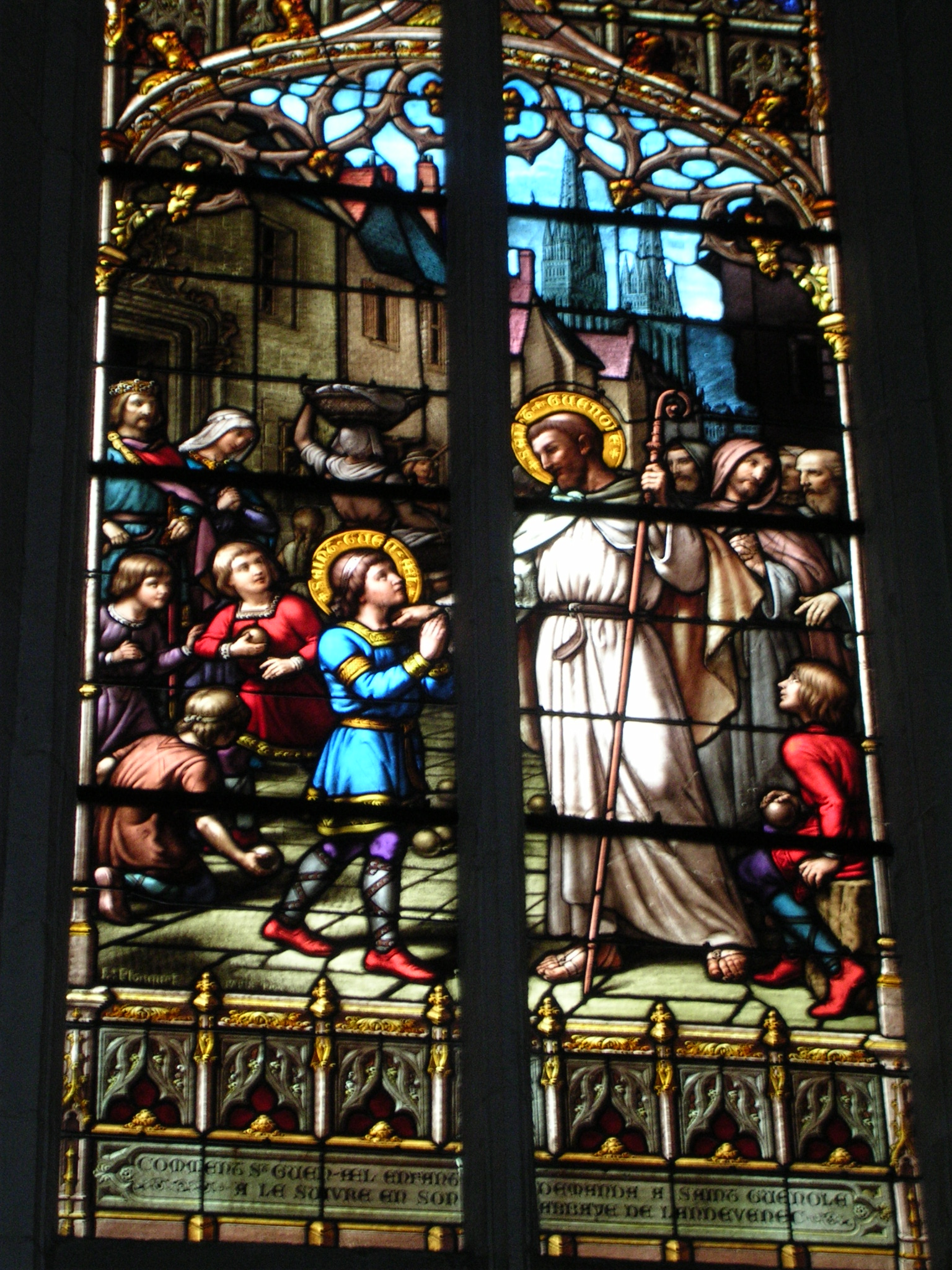
Glasmalerei in der Kathedrale von Quimper. Der heilige Guénolé trifft den jungen Gwenhael

Der Heilige Gwenhael († um 550 in der Bretagne) war ein Mönch und Missionar. Es existieren zahlreiche Schreibvarianten seines Namens, darunter  Guénaël, Gwenael, Guénault, Guennal und Guinal. Sein Gedenktag ist der 3. November. In der Bretagne sind ihm zahlreiche Kirchen und Kapellen geweiht.

## Leben
Die Lebensbeschreibung des heiligen Gwenhael entstand im 9. Jahrhundert. Der Legende nach soll der heilige Guénolé den elfjährigen Gwenhael im Jahr 489 in den Straßen von Quimper angetroffen haben und sehr beeindruckt von dessen Fähigkeiten gewesen sein. Guénolé überzeugte die Eltern des Jungen, ihn in der Abtei von Landévennec aufzuziehen. Gwenhael wurde Mönch und schließlich 532 Abt des Klosters in der Nachfolge Guénolés. Gwenhael soll nicht nur als Missionar in der Bretagne, sondern auch in England und Irland tätig gewesen sein. Neben den ihm geweihten Gotteshäusern weisen in der Bretagne auch zahlreiche Flurnamen auf die Verehrung und die Popularität dieses Heiligen hin.